# Benevolent Dictator for Life

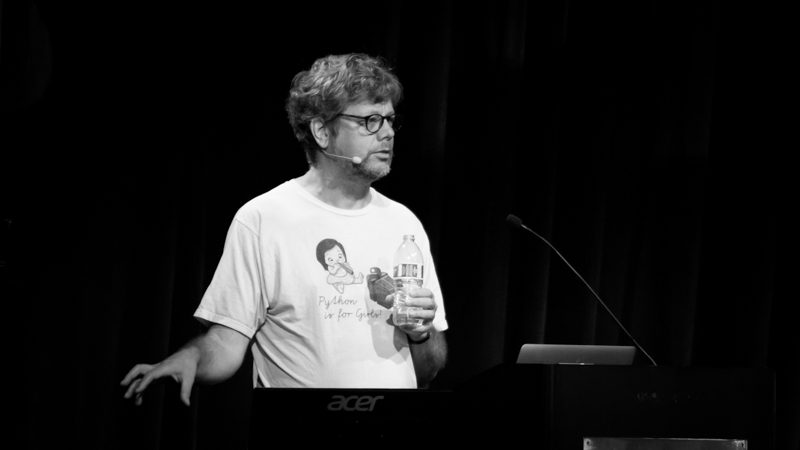
Guido van Rossum - PyCon 2013

Benevolent Dictator for Life (BDFL) es un título informal que se otorga a ciertos individuos de la comunidad de desarrolladores de software de código abierto que tienen la tarea de asignar las directrices generales y, en ciertas situaciones, las decisiones finales dentro del ámbito de un proyecto. La traducción de Benevolent Dictator for Life es Dictador Benevolente De por vida, lo que conlleva un tanto de informalidad y humor.
En 1995 Guido van Rossum, creador de Python, fue la primera persona sobre la que recayó dicha distinción.
El término "Benevolent Dictator for Life" fue acuñado por el programador de Python, Guido van Rossum, quien se autodesignó como "BDFL" para el desarrollo de Python. En la comunidad del software libre, el papel del BDFL es visto como una forma efectiva de tomar decisiones rápidas y unificadas, lo que permite que un proyecto crezca y evolucione de manera más eficiente.
Sin embargo, también hay críticas al concepto de BDFL, ya que algunas personas argumentan que el control absoluto de una sola persona puede limitar la creatividad y la innovación del proyecto. Además, la naturaleza del BDFL puede crear una dependencia insalubre en una sola persona, lo que puede ser perjudicial para el proyecto a largo plazo.
Nótese la diferencia con su significado histórico usado en un contexto político.[cita requerida]

## Lista de algunos BDFLs
- Adrian Bowyer fundador y líder del proyecto RepRap.
- Adrian Holovaty y Jacob Kaplan-Moss en Django; el 13 de enero de 2014 declinaron de manera implícita en el código fuente del proyecto.[3]
- Alexandre Julliard mantenedor de Wine (Biblioteca libre de reimplementación del API de Windows).
- Andrew "Tridge" Tridgell en Samba (implementación libre protocolo NetBios).
- Dries Buytaert fundador y líder del proyecto Drupal (CMS).[4][5]
- Fabien Potencier, creador de Symfony.
- Guido van Rossum creador de Python,[1][6][7] declinó de tal honor el 12 de julio de 2018.[8]
- Hans Reiser en ReiserFS.
- Jimbo Wales creador de Wikipedia.
- Josef Drexler en TTDPatch.
- Larry Wall en Perl.[9]
- Daniel Robbins en Funtoo Linux
- Linus Torvalds creador de Linux kernel.[10][9]
- Mark Shuttleworth se llama a sí mismo el "Auto-nombrado Dictador Benevolente de por vida", o SABDFL (del inglés "Self-Appointed Benevolent Dictator for Life" y la comunidad de Ubuntu muchas veces usan este nombre para referirse a él.[11][12][9]
- Matt Mullenweg en WordPress.
- Pablo "Zaskar" Novara de PSeInt.[13]
- Patrick Volkerding, creador de Slackware, una distribución de Linux.[9]
- Rasmus Lerdorf, creador de PHP.[14]
- Theo de Raadt en el proyecto OpenBSD.[9]
- Ton Roosendaal de Blender (aplicación modelado 3D).
- Taylor Otwell creador de Laravel.[15]
- Bram Moolenaar, creador de Vim.
- Vaxry, creador de Hyprland.

## Dictador Benevolente
Entendemos por dictador benevolente aquella persona que tiene la autoridad final para la toma de decisiones, por su personalidad o experiencia y la aplica diariamente con un uso racional para el beneficio de una comunidad o de una familia en concreto.
No hay que asociar este concepto al tópico de dictador que toma las decisiones por la fuerza o sin consenso común. Los dictadores benevolentes no toman realmente las decisiones, dejan que las cosas fluyan libremente, esperan un intercambio de ideas, y mediante la experiencia, el razonamiento y la reflexión intentan llegar a un acuerdo. En caso de que no se consiga, el dictador benevolente cuenta con suficiente experiencia para poder tomar una decisión final que beneficiará a la sociedad.
Por otro lado, en muchos casos el dictador tendrá que delegar responsabilidad en la toma de decisiones en quien considere que esté capacitado para ejecutarlo.  
Una de las características que les une a los dictadores, es su rechazo en la toma de decisiones sin ser consensuada y entendida por todos los miembros de la sociedad, a lo que suelen decir “así tiene que ser”, en el sentido de que es lo mejor para ti y para la sociedad porque ya lo he conocido a través de la experiencia. 
Ser dictador benevolente requiere una especial delicadeza a la hora de dirigirse a la comunidad. En primer lugar, cuando comienza la conversación, el dictador permite que los individuos de la sociedad manifiesten sus opiniones libremente, dejando para el final sus opiniones constructivas para que los miembros de la comunidad no se sientan influenciados. Aunque en algunos casos, el dictador puede equivocarse, pero no por ello pierde su credibilidad. 
Es importante que el dictador sea el emprendedor del proyecto. Que reúna las habilidades, tales como competencia técnica o habilidad de persuadir para poder liderar el proyecto y que los miembros de la sociedad confíen en tus ideas. Así el proyecto será centralizado ya que sus conocimientos y aptitudes son aceptadas por el grupo. Pero en cambio si no hay un candidato con suficiente credibilidad, es mejor que el proyecto se descentralice en la toma de decisiones.